# Prochoerodes goniata
Prochoerodes goniata là một loài bướm đêm trong họ Geometridae.